# Historiska bränder i Stockholm

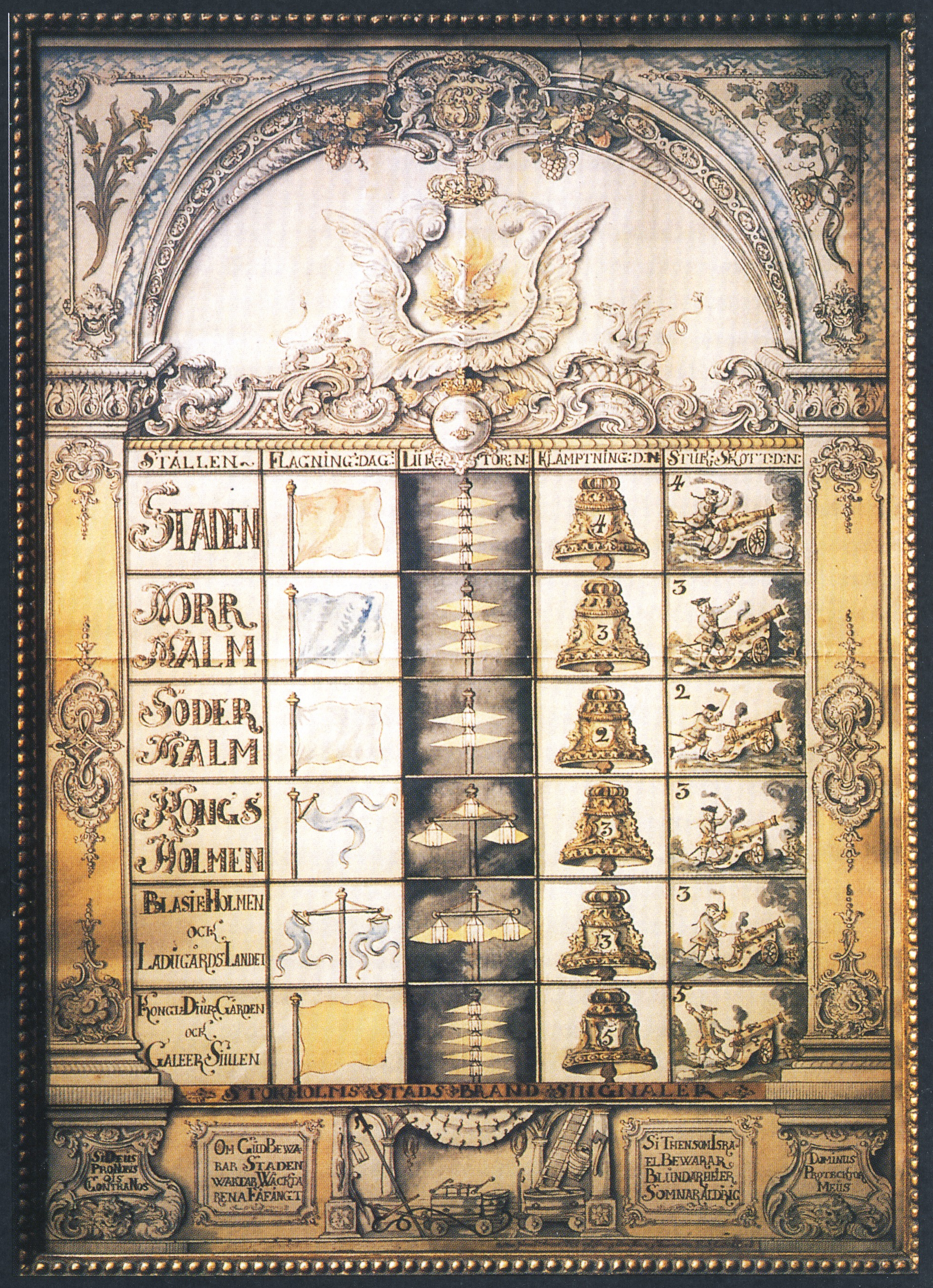
Stockholms brandsignaler 1768, med brandförsäkringskontorets emblem

Stockholm har sluppit plundringar och naturkatastrofer, men stadens stora gissel har varit bränder som i värsta fall utplånat hela stadsdelar. Människorna levde tidigare i ständig skräck för att elden skulle komma lös. Det var en befogad rädsla eftersom brandrisken i 1600- och 1700-talens svenska städer var stor. Frågan var inte om det skulle brinna eller ej, utan när.
Den nattliga vakthållning som varje medborgare var skyldig att hålla fanns till långt in på 1800-talet. Den värsta branden i Stockholms historia var Klarabranden 1751, som utvecklades till en eldstorm och spred sig över Riddarfjärden till Södermalm.
Först genom eldsäkrare byggnader, ett organiserat brandförsvar, bättre brandsläckningsutrustning och rinnande vatten från brandposter (efter 1861) kunde man begränsa och bemästra bränder. Men i allt elände hade storbränderna i Stockholm även fördelar, då de utnyttjades för planering och reglering av nya stadsdelar genom anläggandet av nya kvarter och gator.

## Brandskydd, brandlarm och brandförsvar

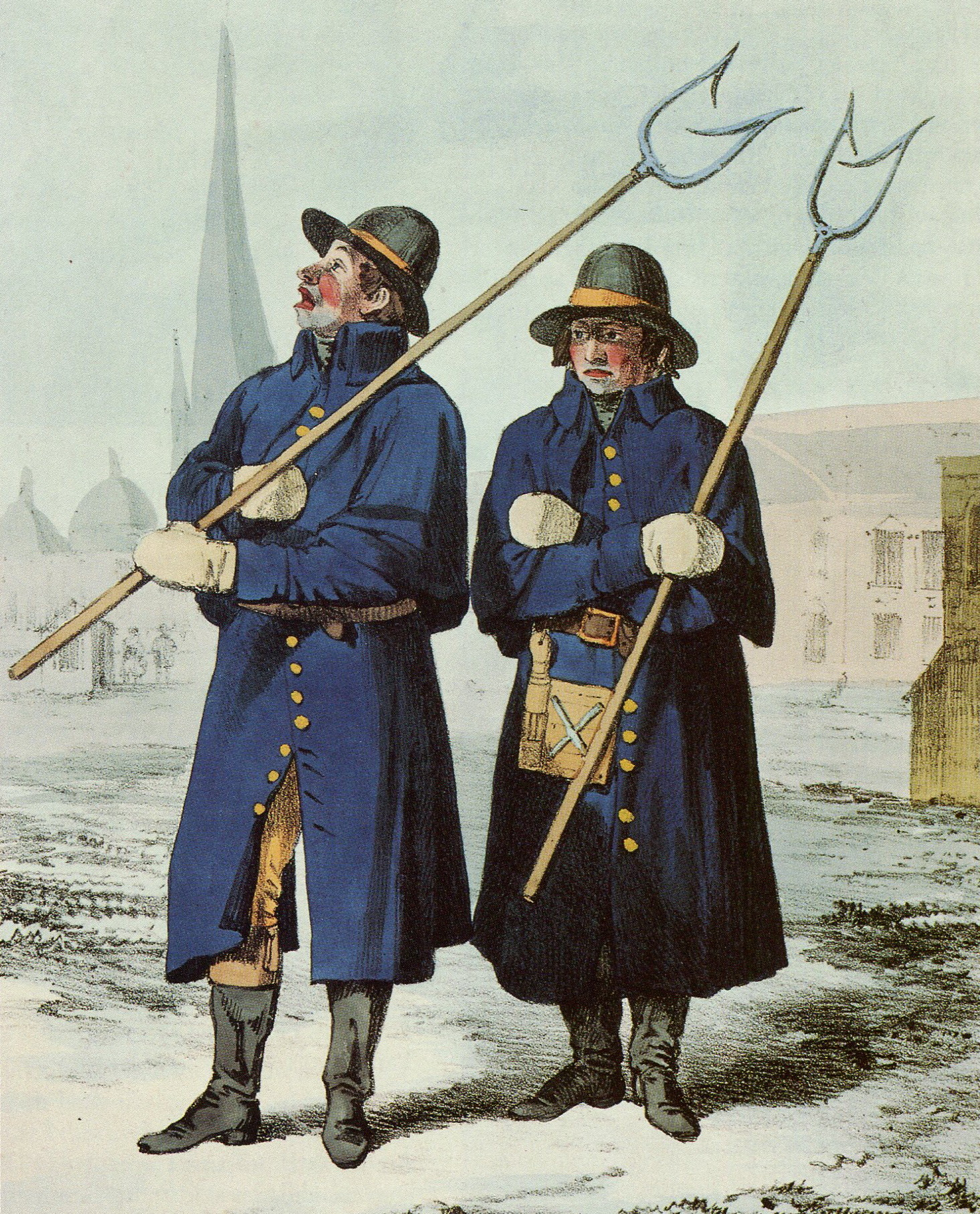
Brandvakter i Stockholm 1822, teckning av Carl Wilhelm Swedman.

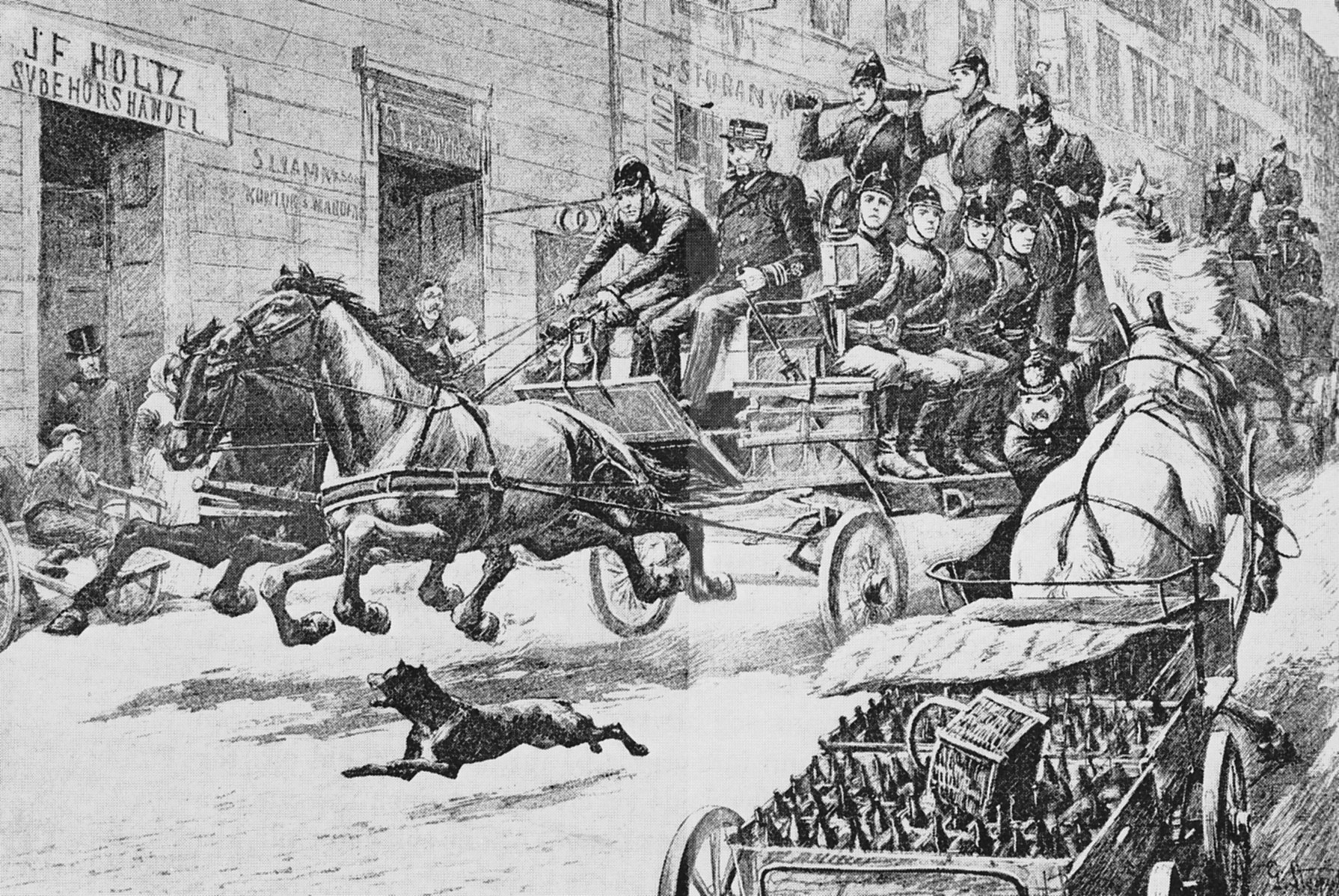
Stockholms brandförsvar rycker ut med häst och vagn. Teckning av Georg Stoopendaal från 1880.

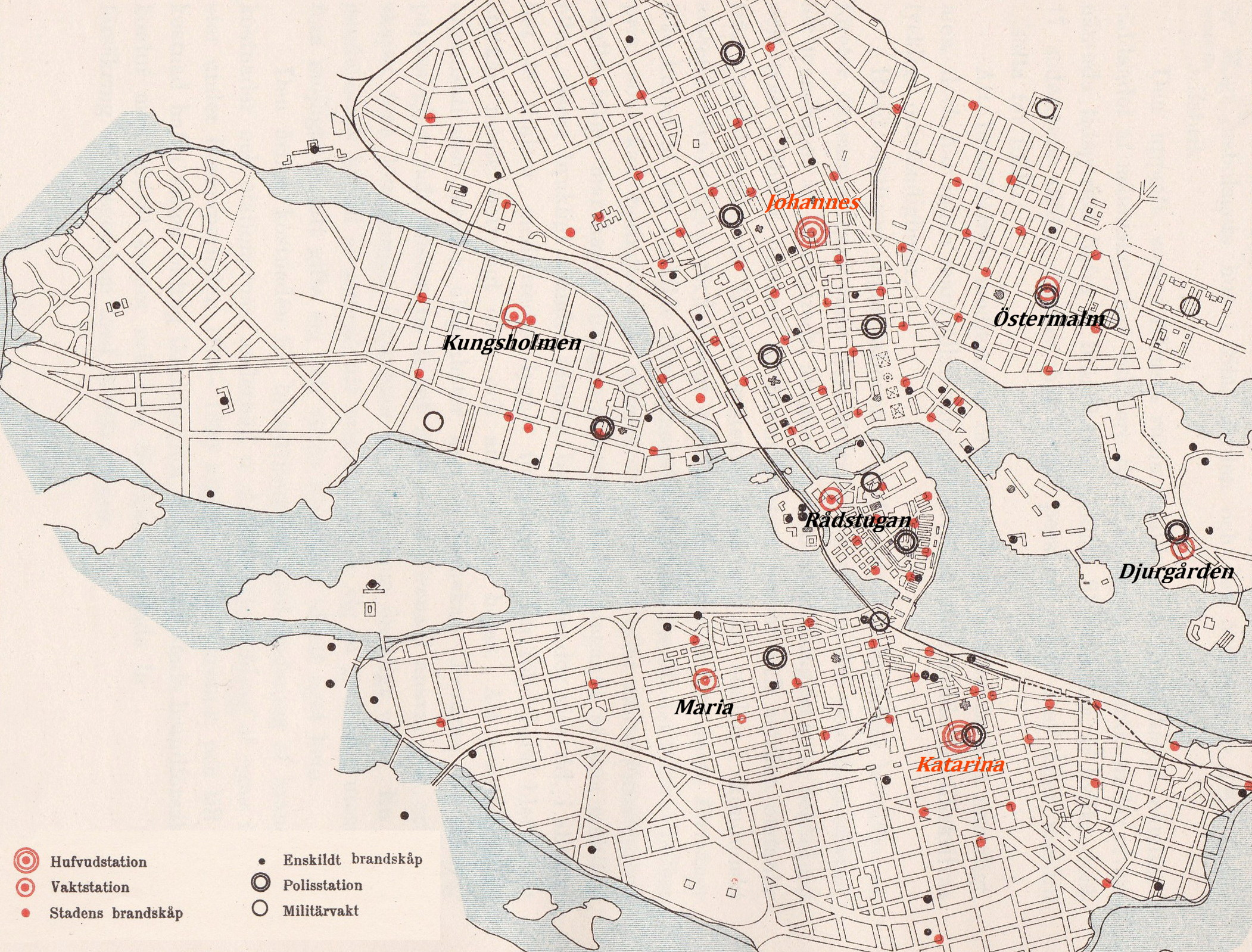
Brandstationer i Stockholm 1897.

Redan i de medeltida stadslagarna fanns föreskrifter för att hindra uppkomsten av bränder. År 1661 fick Stockholm sin första brandordning. I den stod att husets värd var skyldig att ”låta giva skri”, man skulle skrika när det brann. Staden indelades i distrikt som leddes av en brandmästare och fastighetsägarna var skyldiga att inneha vissa brandredskap. Sommartid skulle det exempelvis finnas fyllda vattentunnor vid gårdsportalen.
Kom elden lös ringde kyrkklockorna och i Brunkebergsåsens vårdtorn klämtades och hissades olika signaler. På Skeppsholmen fanns särskilda brandsalutbatterier, där ett visst antal kanonskott larmade nattetid i vilken stadsdel det brann. I en förordning av den 18 december 1728 fastställdes en hel serie av åtgärder som skulle utlösas vid brand; ovanlig rök skulle omedelbart larmas till husbonden eller matmor, annars blev det böter, dygnet runt skulle församlingarna hålla med tornväktare och i varje kvarter skulle det finnas brandvakt nattetid som larmade väktarna i tornen. När det väl brann i staden uppmärksammades detta genom klämtningar, kanonskott, ljussignaler och flaggning. För en brand på Södermalm gällde två signaler, på Norrmalm, Kungsholmen och på Blasieholmen var det tre signaler, i Gamla stan fyra och på Kungliga Djurgården fem signaler.
År 1731 inrättades en fast brandvaktskår. Brandvaktskåren finansierades av stadskassan och patrullerade också nattetid, men den “vård” eller nattlig vakthållning som varje medborgare var skyldig att hålla, fanns till långt in på 1800-talet. År 1746 inrättades Brand- och försäkringscontoiret i Stockholm som försäkrade fast egendom och stödde stadens brandsäkerhet genom bidrag till bland annat vattenledningar och genom bättre försäkringsvillkor för stenhus. 
År 1763, bara fyra år efter Mariabranden, stadfästes Stockholms brandordning som bland annat föreskrev att sten skulle brukas i möjligaste mån och eldfarliga byggnader skiljas från boningshus. Krav ställdes även på takbeläggning, vindar och utformning av eldstäder. Om vindar inreddes skulle man ha brandbotten på vindsbjälklaget och skorstensrensning skulle vara betryggande. Trots motstånd från byggherrar blev Stockholms brandordning en förebild för andra byggnadsordningar. År 1828 bildades Städernas allmänna brandstodsbolag. Bolagets styrelse hade sitt säte på Skeppsbron 20. Stockholms stads brandstodsbolag ”till försäkring av lös egendom som genom eldsvåda gott förlorad” grundades 1843.
År 1875 utkom en ny brandordning för Stockholms stad, som för första gången fick en yrkesbrandkår, föregångaren till dagens Storstockholms brandförsvar.  Där bestämdes följande: "För elds dämpande under vanliga förhållanden och räddningsarbetes verkställande skall finnas en särskild, på militärisk fot ordnad, under befäl ställd och för ändamålet övad kår av minst hundra man förutom befäl och underbefäl". Stockholm skulle ha sju brandstationer, varav två huvudstationer, en på Norrmalm (Johannes brandstation, invigd 1878) och en på Södermalm (Katarina brandstation, invigd 1876) samt fem understationer eller vaktstationer, som låg på Södermalm (Maria brand- och polisstation), på Östermalm (Östermalms brandstation), på Kungsholmen (Kungsholmens brandstation), på Djurgården (Djurgårdens brandstation) och i Gamla stan (Rådstugans brandstation). Idag är Katarina brandstation världens äldsta fortfarande operativa station.

## Bränder före 1600-talet

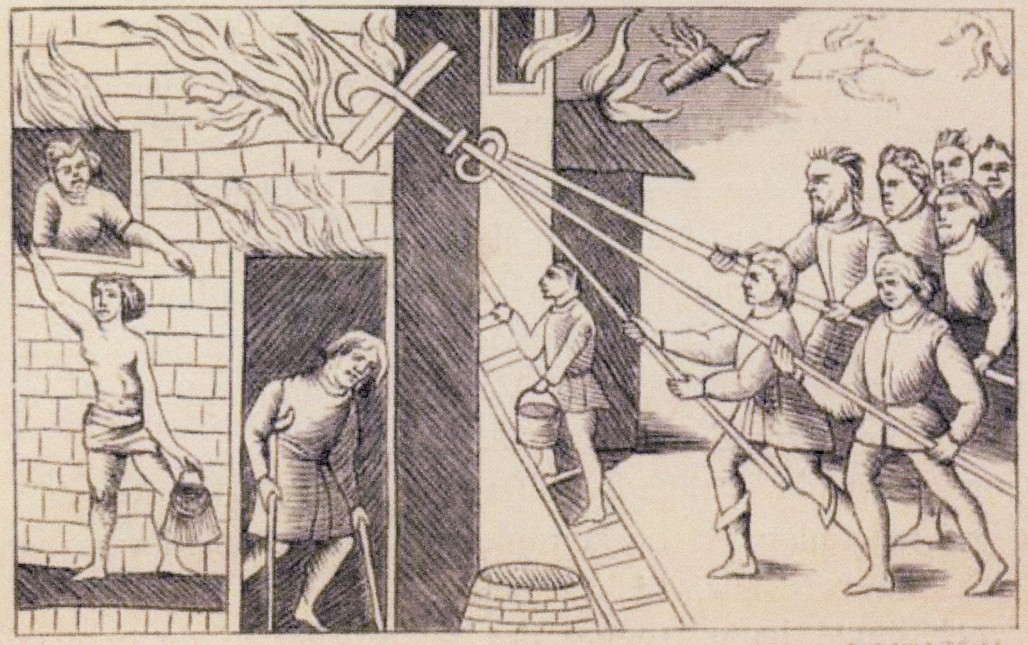
Eldsläckning i Stockholm på 1500-talet, teckning av Ol. Magni.

Stockholms stad har drabbats av många stora bränder. En av de äldsta dokumenterade bränderna härjade 14 april 1297. Åren 1330, 1344, 1407, 1411, 1419, den 5 april 1445 (en tredjedel av staden brann, från Skomakareporten till Gråmunkegränd), 1458 och 1495 (en fjärdedel av staden brann), 1501 (danskarna tände på Stockholm, då femtio hus brann ned), blev staden hemsökt av storbränder. Stadsbranden år 1407 vållades av ett blixtnedslag och påstås enligt vissa källor ha krävt ända upp mot 1 600 dödsoffer. Vid denna eldsvåda förstördes bland annat Svartbrödraklostret.
Redan så tidigt som 1494 finns belägg för att stadsrådet i enskilda fall kunde påbjuda att ett visst hus skulle byggas i sten. Efter år 1501 fick överhuvudtaget inga trähus byggas innanför stadsmuren och 1552 skärptes detta så att trähusen i stadskärnan måste rivas och ersättas med stenhus. Det fanns dock fortfarande eldfarliga träbyggnader som uthus och bodar kvar inne på gårdarna.
År 1555 uppstod en kvartersbrand på Stadsholmens västra sida utanför den nya stadsmuren och samtliga hus från Stora Gråmunkegränd till Kornhamnstorg brann. Det tog eld i tjära på den nybyggda befästningen längs strandkanten. Det innebar att man fick springa till östra sidan av Stadsholmen för att hämta vatten vilket försvårade släckningen.

## Bränder på 1600-talet

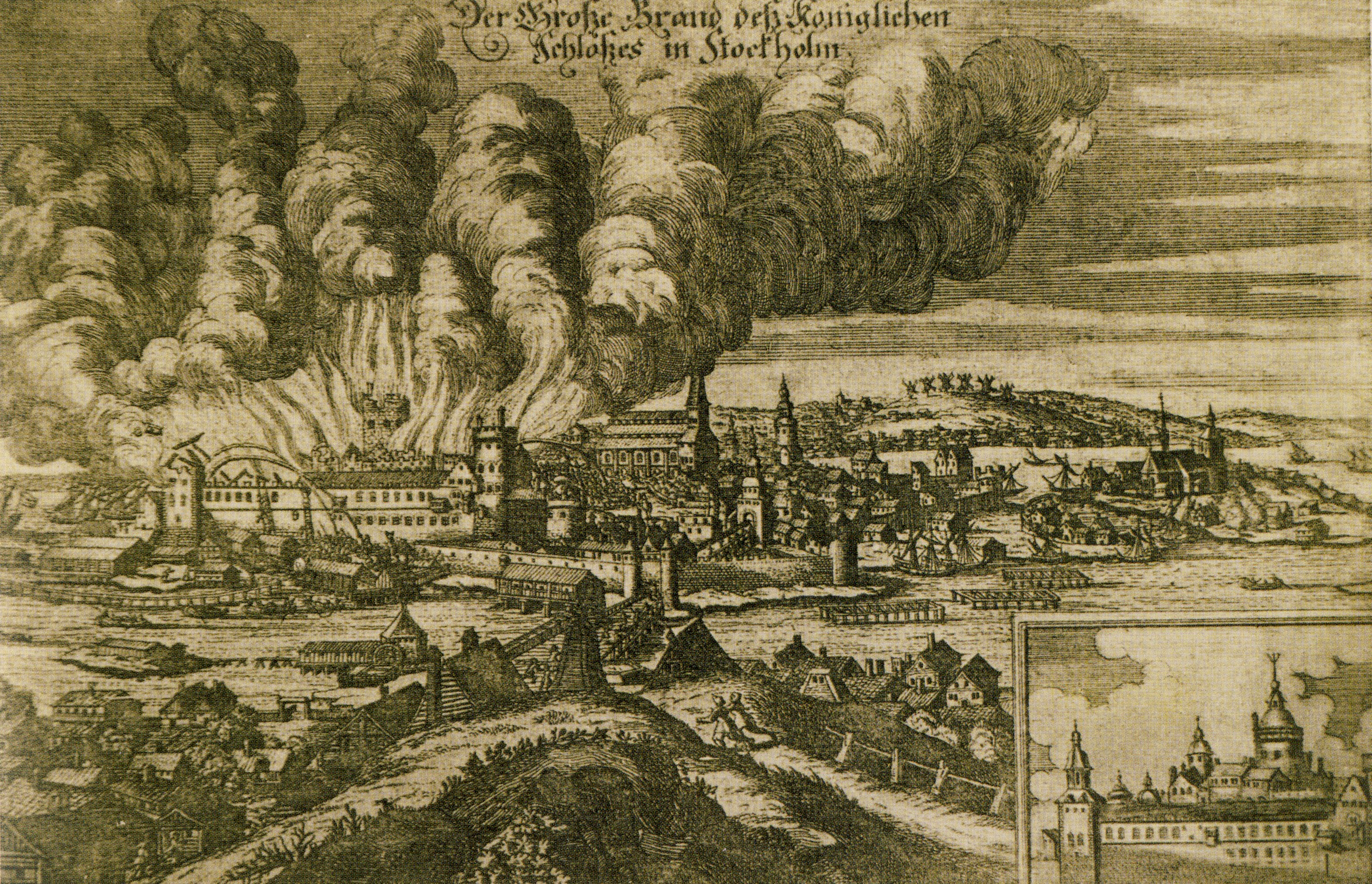
Slottsbranden 1697, teckning av okänd konstnär.

Bland de första bränderna som blev upptakten till stadsplaneändringar i stor skala var Stora branden 1625 som ödelade sydvästra delar av Stadsholmen. Branden kom lös på kvällen den 1 september 1625 i ett hus längst ned vid Kåkbrinken och nådde ända upp till Västerlånggatans stenhus och ett tag var Tyska kyrkan hotad. Branden varade i tre dagar och förstörde en femtedel av dåvarande Stockholm.
Resultatet blev en ny stadsplan över det avbrända området och så småningom även för de av eldsvådan förskonade delarna på nordvästra Stadsholmen. Här anlades stadens första paradgata Stora Konungsgatan (nuvarande Stora Nygatan). Omdaningen anses vara Stockholms första reglering (se Stadsplanering i Gamla stan). Ett annat resultat av brandkatastrofen blev en skärpning av brandförebyggande åtgärder som innebar att brandmästare och rotemästare skulle besiktiga skorstenar och brädtak samt se till att husen hade den påbjudna släckningsutrustningen.
Efter en brand år 1642 som ödelade delen öster om Brunkebergsåsen och förstörde 247 gårdar stadsplanerades denna del med Regeringsgatan som huvudgata. Det blev början till gaturegleringen under Clas Larsson Fleming i den stadsdel som numera heter Östermalm (se Stadsplanering i Stockholm). För att försvåra brandspridning skapades olika regler för att sätta press på tomtinnehavaren att bygga stenhus.
En internationell uppmärksammad storbrand var Slottsbranden 1697. Den stora slottsbranden inträffade i den 7 maj 1697, då det gamla Slottet Tre Kronor totalförstördes i en eldsvåda, utom slottets då nyligen uppförda norra länga. Större delen av Sveriges gamla riksarkiv och kungliga bibliotek förstördes och slottsarkitekten Nicodemus Tessin d.y. fick möjlighet att rita ett helt nytt Stockholms slott.

## Bränder på 1700-talet

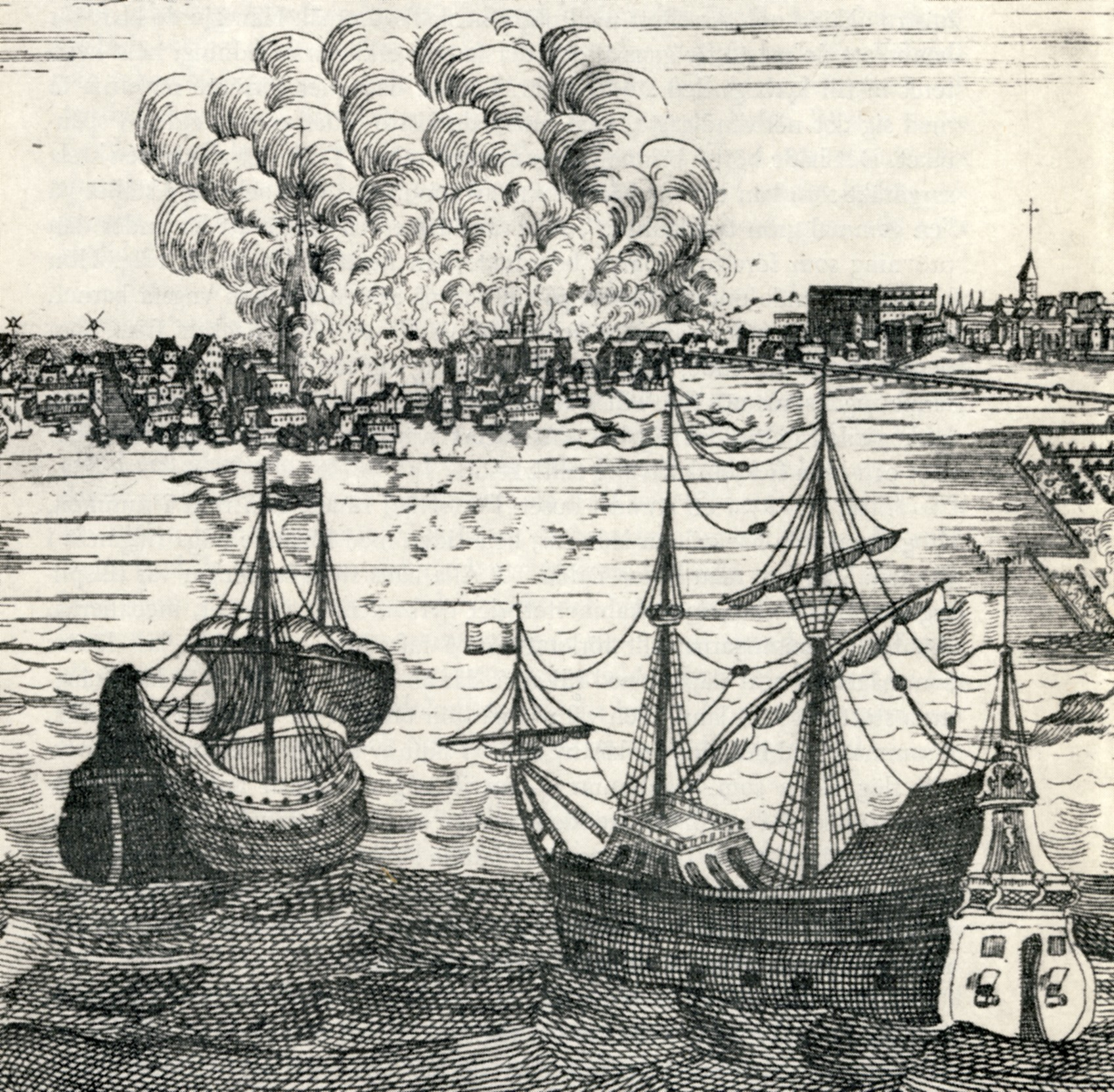
Klarabranden 1751. Okänd konstnär.

Trots alla försiktighetsåtgärder och nya bestämmelser fortsatte storbränderna i Stockholm. Omkring 200 hus brann ner på Norrmalm 1719. Katarinabranden 1723 förstörde 500 hus av stadens bebyggelse och Katarina kyrka på Södermalm. Natten till den 1 maj 1723 kom elden lös i Christian Hanssons kvarn i Maria Magdalena församling och spred sig österut, Katarina kyrkas kupol och torn störtade samman.
Katarinabranden 1723 var inte den enda kyrkbranden detta år. Natten mellan 14 och 15 maj rasade ett våldsamt oväder över Stockholm. Blixten träffade Sankt Jacobs kyrka (vid nuvarande Kungsträdgården) och Klara kyrka. Jakobs kyrkans torn brann och förstördes, Klara kyrka skadades lindrigt.
Den värsta branden som drabbade Stockholm var Klarabranden 1751 som utvecklades till en eldstorm och spred sig över Riddarfjärden till Södermalm. 221 gårdar blev totalförstörda och Klara kyrka skadades svårt. Det 1746 startade Brand- och försäkringscontoiret i Stockholm skulle betala ut cirka 784 000 daler i försäkringspengar, men man saknade pengar till hela beloppet. Endast en del av de drabbade husägarna hade försäkrat sina hus, varför totalkostnaderna för branden var betydligt högre än den av Brandcontoiret beräknade summan. En person som drabbades hårt av branden var bergsvetenskapsmannen och mineralogen Daniel Tilas. Även hans gård totalförstördes i katastrofen. I elden försvann inte bara hans hem utan även material som han samlat ihop under 20 års arbete och som skulle bli en svensk och en allmän mineralhistoria. Hans livsverk hade gått upp i rök. Det rådde panik i befolkningen; man misstänkte nämligen mordbrand – att branden var anlagd.
År 1759 drabbades staden igen av en brandkatastrof som hade samma omfattning som Klarabranden åtta år tidigare. I samband med Mariabranden 1759 i Maria Magdalena församling på Södermalm ödelades 300 hus och Maria Magdalena kyrka. Elden kom lös den 19 juli 1759 i en bagarstuga hos en fiskhandlare i Besvärsbacken (nuvarande Brännkyrkagatan) på Mariaberget. Vid tillfället rådde svår torka och det saknades släckvatten. Brandbefälen ansågs vara slöa, man beslöt att inte släcka hus som brann utan "mota elden med besked" längre bort.

## Bränder på 1800-talet
I takt med att allt fler hus byggdes i sten och att öppen eld inte användes längre för uppvärmning, belysning och matlagning samt att en yrkesbrandkår skapades upphörde stora stadsbränder mot slutet av 1800-talet. Men bränder i enskilda byggnader som palats, industrier och kyrkor hörde fortfarande till vanligheten.
Riddarholmsbranden

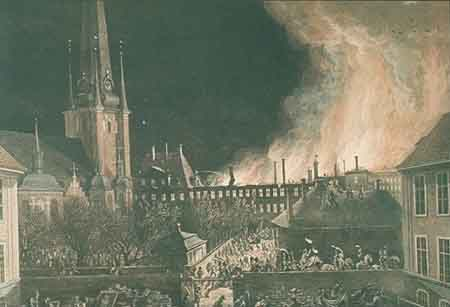
Riddarholmsbranden 1802, målning av Carl Samuel Graffman.

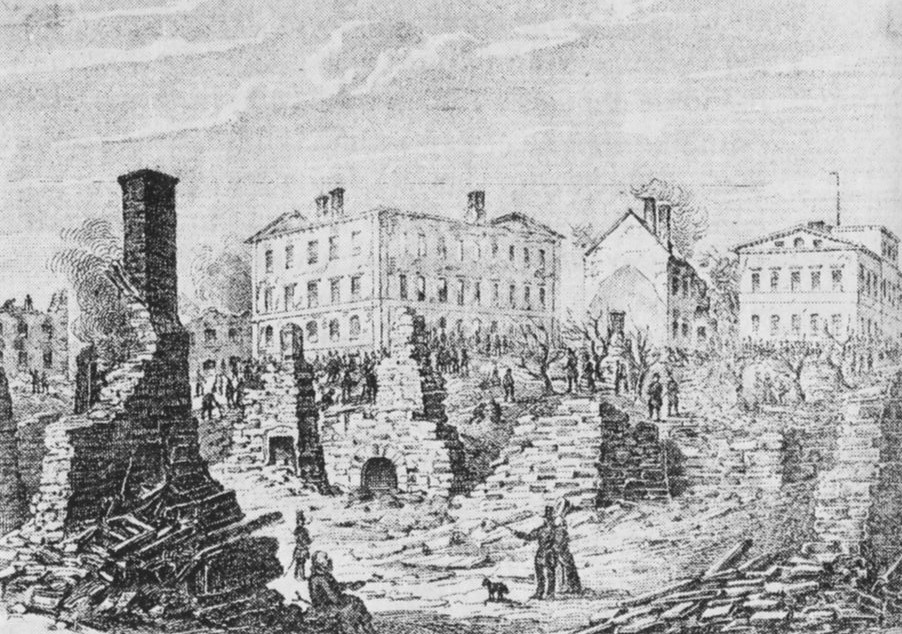
Mosebacke brand 1857, illustration i Ny Illustrerad Tidning. I bildmitt syns Södra Teatern.

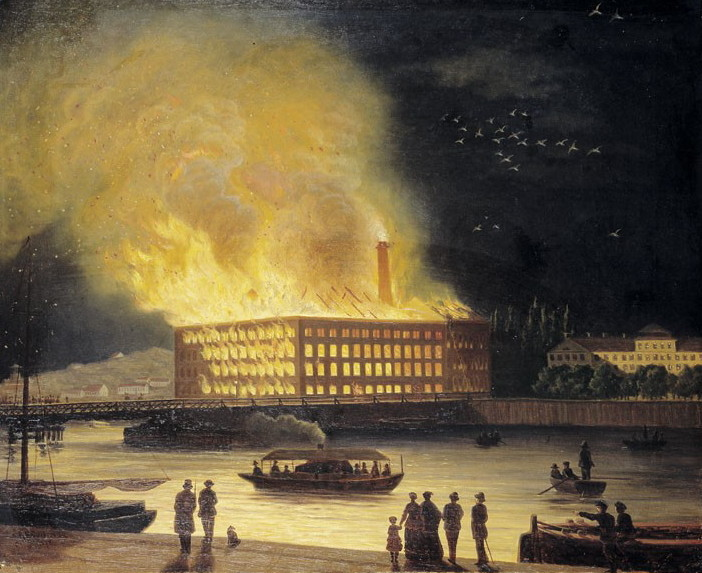
31 oktober 1878, Eldkvarn brinner
Målning av Gustaf Carleman.

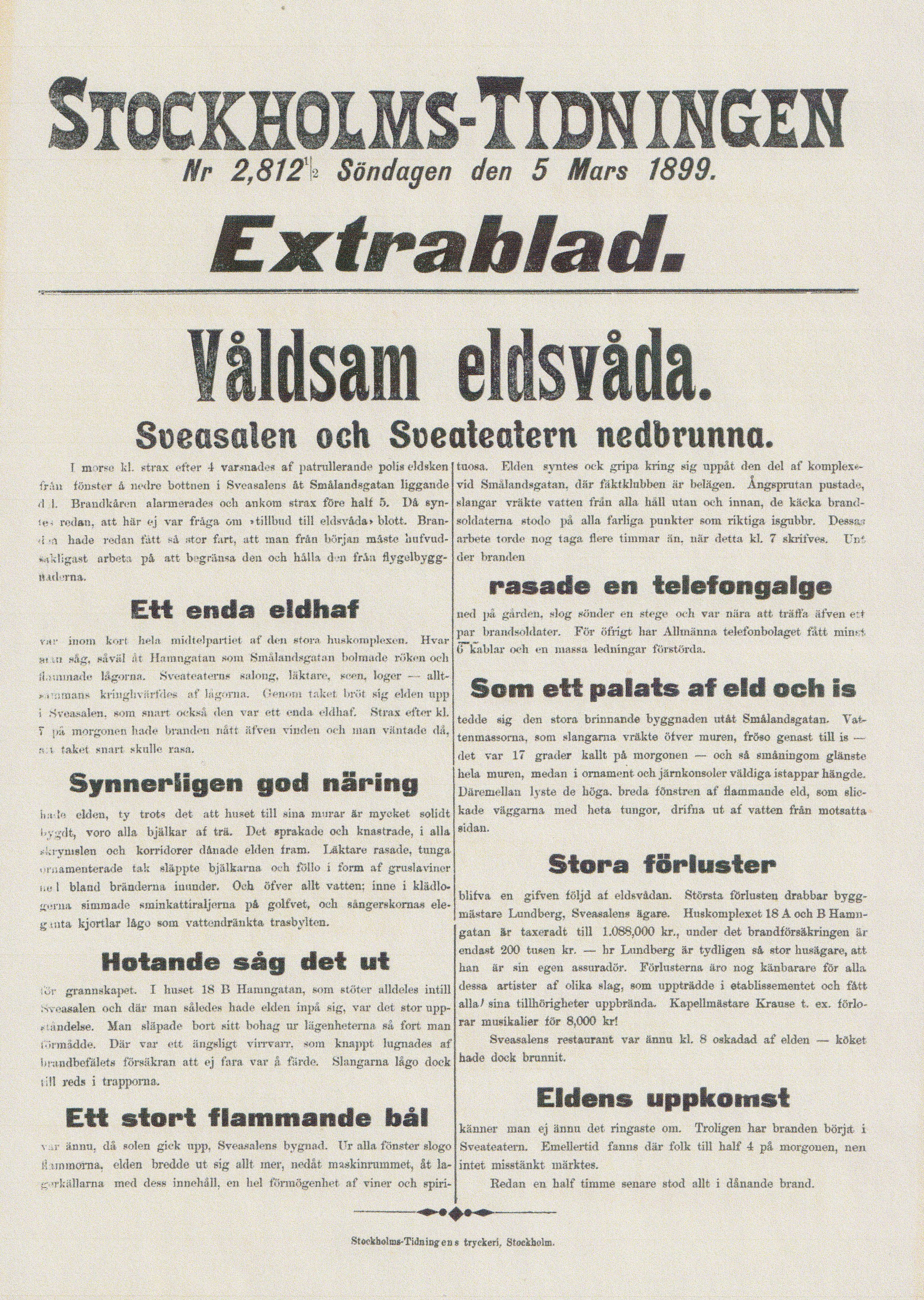
Löpsedel i Stockholms-Tidningen, 1899.

1800-talet började med en häftig brand på Riddarholmen: Riddarholmsbranden 1802 som härjade den 15 november 1802. Branden startade tidigt på morgonen i Kammarrättens gamla hus (Cruuska palatset) och orsakades av en vaktmästares slarv vid eldning. Elden spred sig snabbt till södra sidan av huset och tände även taket på gamla Kungshuset (Wrangelska palatset). Vid branden förstördes bland annat det redan då närmare 300-åriga träsnittet Blodbadstavlan som förvarades i Kammararkivet i Wrangelska palatset.
Palatset Makalös
Ett annat palats som förstördes i en omfattande brand var de la Gardieska palatset vid Norrström, söder om Kungsträdgården, även kallat Makalös och som 1793 byggts om till teaterscen, Dramatiska teatern. Under en föreställning 24 november 1825 märktes röklukt på scenen. Skådespelaren Lars Hjortsberg uppmanade publiken att utrymma salen. Alla åskådare undkom oskadda, trots att teatern bara hade en smal utgång. Branden skördade ändå tre dödsoffer bland personalen. Skadorna efter branden var omfattande och resterna av byggnaden jämnades med marken.
Blixtnedslag i kyrktorn
Blixtnedslag i kyrktorn och höga byggnader var innan åskledarens tid en vanlig brandorsak. Den 28 juli 1835 träffades Riddarholmskyrkan av blixten. Vid samma tid slog blixten även ned i Katarina kyrkas och Kungsholms kyrkas torn. Riddarholmskyrkans torn gick inte att rädda; det störtade samman påföljande dag varvid kyrktaket antändes, men valvet höll och kyrksalen klarade sig. Det nya tornet till Riddarholmskyrkan uppfördes 1841 i gjutjärn för att kunna motstå elden bättre.
Kvarteret Sjöråen
Den 26 april 1857 kom elden lös i kvarteret Sjöråen på Norrmalm varvid nästan hela kvarteret, inklusive de illa beryktade byggnaderna som gick under namnet "Långa raden", brann ned. 98 familjer stod husvilla när elden falnat.
Mosebacke brand
Mosebacke brand ägde rum den 26 augusti 1857 på nordöstra Södermalm i Stockholm. Eldsvådan totalförstörde 25 byggnader, bland annat den nyuppförda Södra Teatern. Händelsen uppmärksammades dagen efter i Aftonbladet och Ny Illustrerad Tidning. Branden bröt ut i fiskköparen Rölings hus nummer 13 vid Hökens gränd (nuvarande Hökens gata). Man hade hållit på att värma tjära för att stryka huset. Elden tog fatt i trävirket och spred sig snabbt mot norr och syd. Branden drabbade fastigheterna i delar av kvarteren Urvädersklippan Större och Mindre samt Fiskaren Större ner till Svartensgatan och kvarteret Mosebacke. Den östra delen av kvarteret Fiskaren Större återuppbyggdes dock inte utan här skapades Mosebacke torg.
Bohnstedt & Bergmans bomullsspinneri
Även fabriksbyggnader blev flammornas offer. Den 22 januari 1842 brann Bohnstedt & Bergmans bomullsspinneri vid Stadsgården. Byggnaden och 1 000 famnar ved brann upp. Elden var så stark att åskådarna tvärs över Saltsjön på Skeppsbron överöstes med sot och gnistor. Branden, som hade startat i fabrikens gasverk, krävde flera dödsoffer och ledde till att 200 personer förlorade sina arbeten när fabriken övergav den brandfarliga gasen och flyttade verksamheten till Harg vid Nyköpingsån där man kunde utnyttja vattenkraft istället.
Palinska huset
Sent på kvällen 11 november 1873 kom elden lös i det Palinska huset med ett flertal dödsoffer som följd. Staden insåg att detta hade kunnat förhindras med ett tids- och ändamålsenligt brandförsvar. Branden ledde således till att det pågående arbetet med brandväsendets omdanande påskyndades, och till bildandet av Stockholms brandförsvar i och med 1875 års brandordning.
Centraltryckeriet
Natten mellan den 19 och 20 december 1875 brann Centraltryckeriet. Vid denna eldsvåda dog fyra människor och Heinrich Neuhaus unika panorama över Stockholm förstördes. Panoramat var just under tryckning och även de litografiska stenarna blev oanvändbara.
Eldkvarn
Den mest kända fabriksbranden var Eldkvarn på östra Kungsholmen som brann den 31 oktober 1878. Händelsen har givit upphov till uttrycket "inte sen Eldkvarn brann" i betydelsen för "väldigt länge sedan". Eldkvarn var en ångdriven kvarn; därav namnet. Branden, som tros ha orsakats av en nerfallande gaslampa som antände mjöldammet, startade strax före klockan 17 en eller två trappor upp i nordöstra hörnet av hus nr. 1 vid Hantverkargatan. Kvarnen kunde dock fortsätta att mala även efter branden och användes ända fram till 1906. På Eldkvarnstomten, med kvartersbeteckningen Eldkvarn, byggdes sedermera Stockholms stadshus.
Tyska kyrkan
Samma år som Eldkvarn brann utbröt eld i Tyska kyrkan i Gamla stan. Det kunde ha gått riktigt illa med en kyrkbrand mitt i Gamla stan. Nu kunde den nya brandkåren visa vad de dög till och de lyckades bemästra branden. Branden startade tidigt på morgonen 7 oktober 1878. Denna gång klämtade Stockholms kyrkklockor än en gång på det gamla sättet. Kyrkans 1600-talsspira störtade samman och föll tillsammans med klockorna ner på kyrkvalvet vilket dock höll. Kyrkans inre klarade sig och tack vare brandkårens insats kunde branden begränsas och en katastrof undvikas. 1886 fick kyrkan sitt nuvarande torn (se Tyska kyrkans brand 1878).
Sveasalen
Branden i Sveasalen utbröt söndagen den 5 mars 1899. Sveasalen var en varietélokal och en tillbyggnad av före detta Sparreska palatset mot Smålandsgatan. När brandmän från Johannes och Katarina brandstationer anlände var byggnadskomplexets mittersta parti övertänd och man fick inrikta sig att hålla elden från flygelbyggnaderna. Genom bjälklaget bröt sig elden upp till Sveasalen. Salens salong, läktare, scen och loger försvann i lågorna. Läktaren rasade ner och det tunga ornamenterade taket störtade in. Vid sjutiden på morgonen var Sveasalens byggnad ett enda eldhav. Det rådde 17 minusgrader som ledde till att släckvattnet frös till långa istappar på husets fasader och vattenslangarna nästan frös fast i brandmännens händer. Som mest arbetade ett 70-tal brandmän med släckningen. Ingen kom till skada men artisterna som brukade uppträda i Sveasalen förlorade sina tillhörigheter. Den största förlusten drabbade ägaren, byggmästaren Carl Oscar Lundberg. Anledning till branden förblev okänd. Sveasalen byggdes upp igen och nyinvigdes 1901.

## Bränder på 1900-talet
Djurgårdsteatern (1865 och 1929).

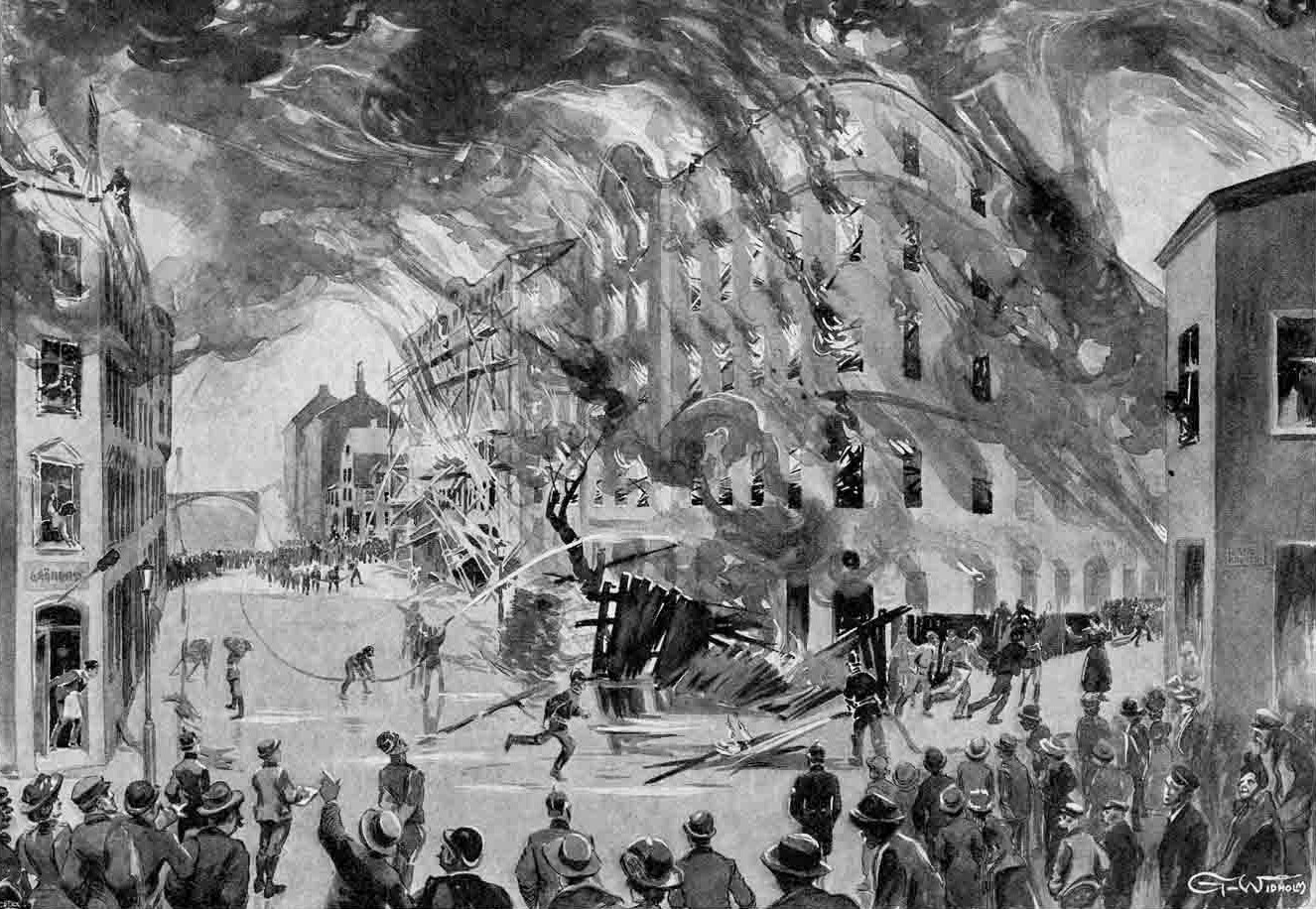
Gunnar Widholms reportageteckning av branden på Torkel Knutssonsgatan 1906 för veckotidningen IDUN.

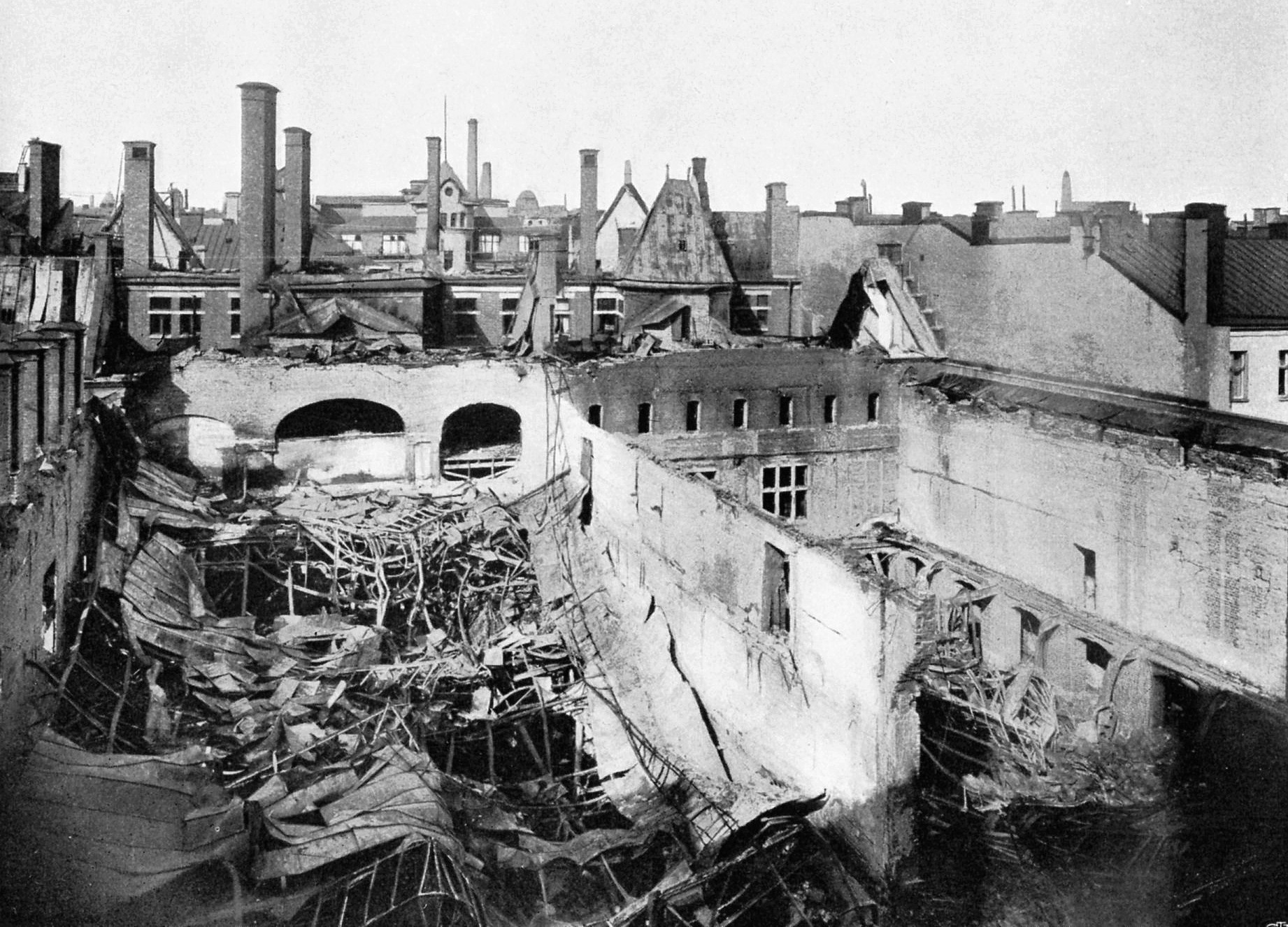
Tattersall efter branden 1913.

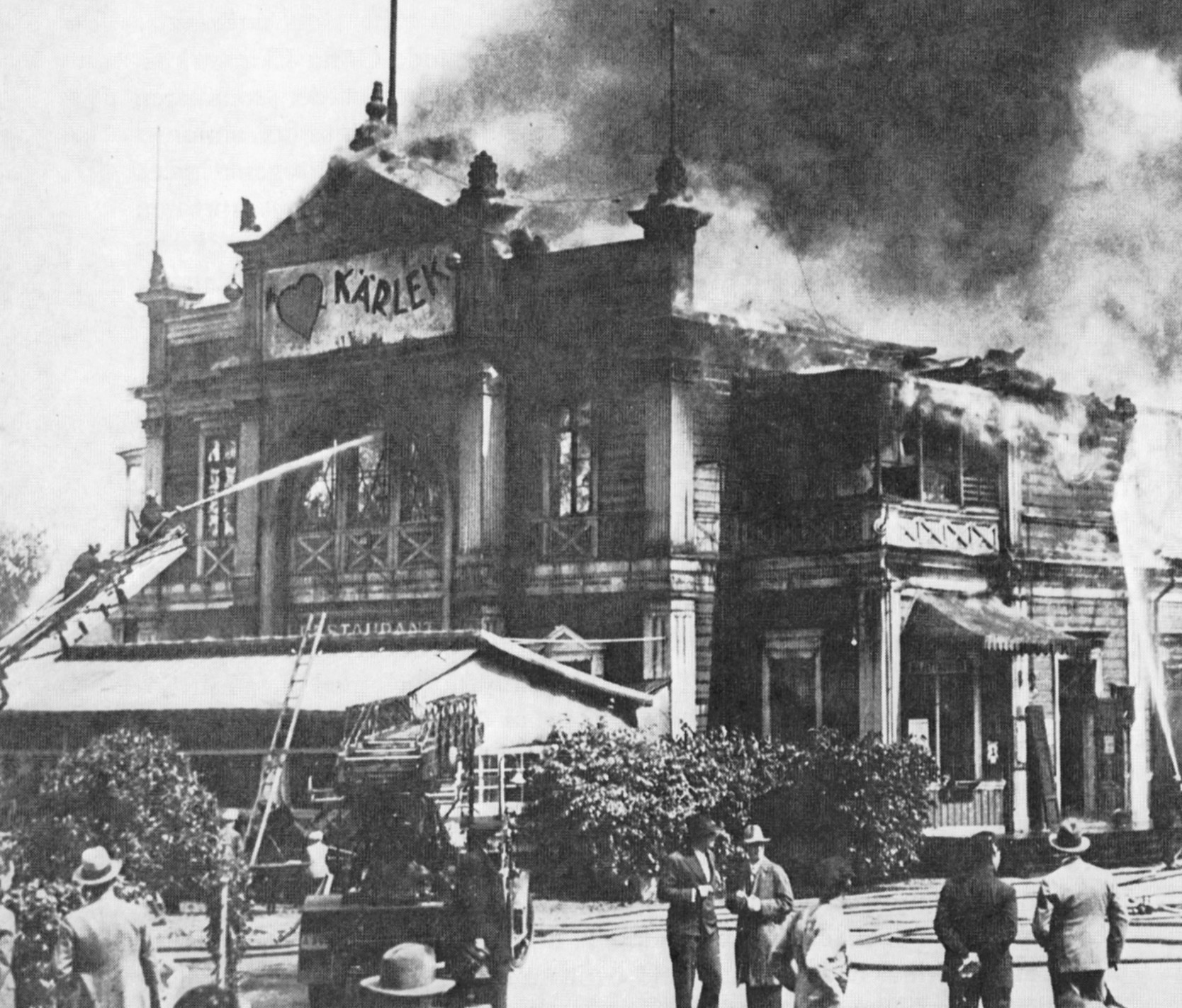
Djurgårdsteaterns brand, juni 1929.

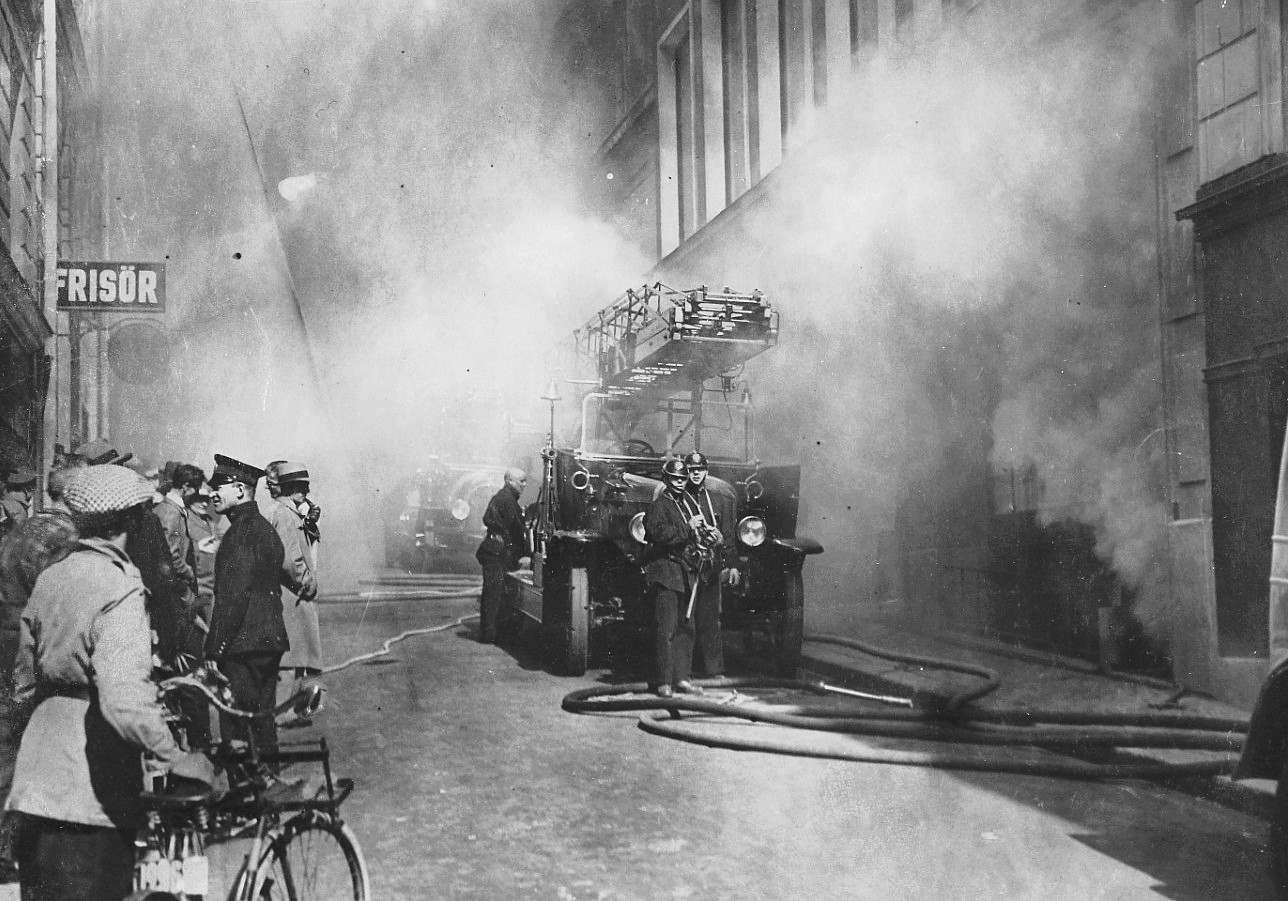
Branden på Herkulesgatan 11, juni 1929.

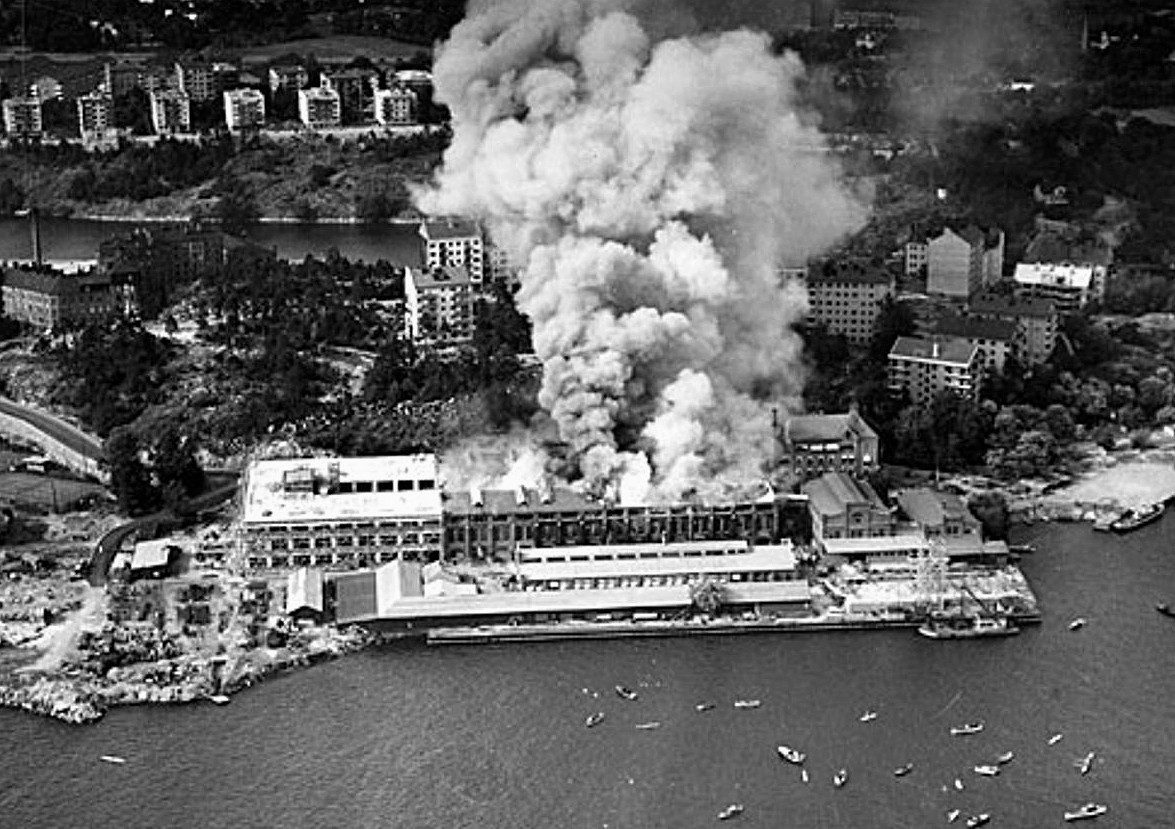
Branden på Elektrolux, juli 1936.

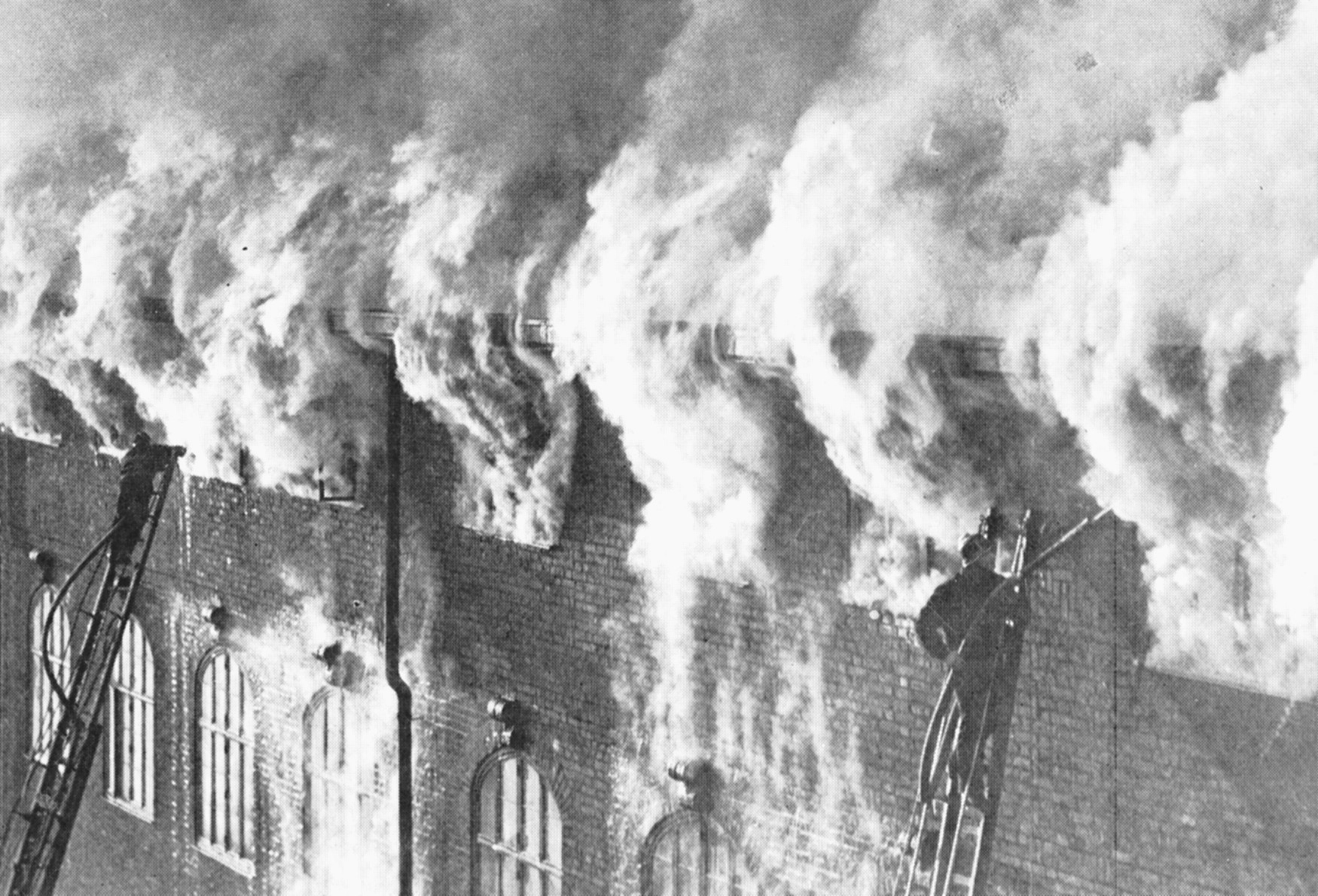
Mjölkcentralens brand 1937.

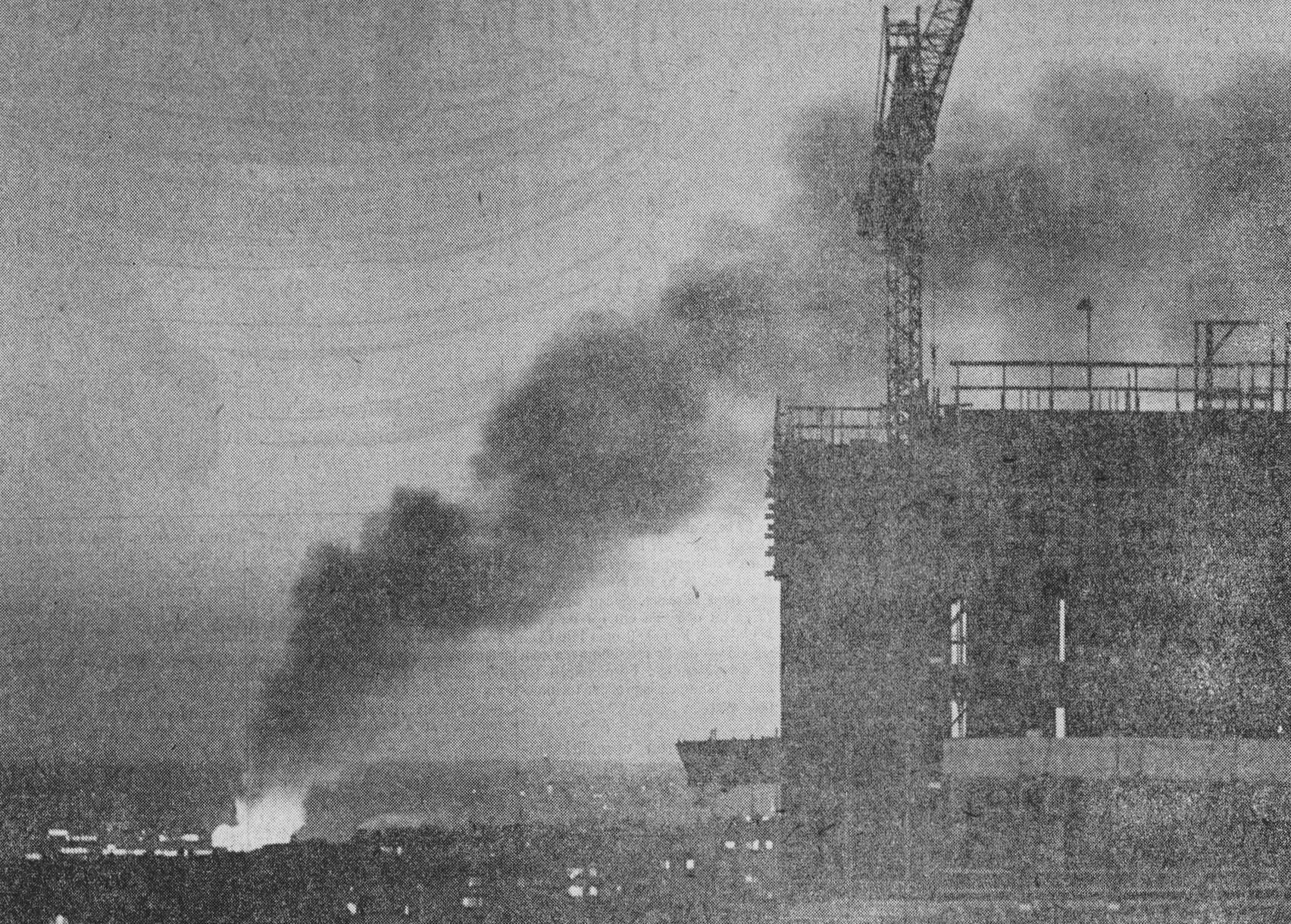
Essinge Ångtvätt brinner. Vy från SvD-huset den 1 april 1963.

Djurgårdsteatern vid Skansen på Södra Djurgården brandhärjades två gånger. Den gamla Djurgårdsteaterns brand utbröt den 19 maj 1865 och förstörde huset just när man stod inför sin andra säsong, men byggdes upp igen och återinvigdes den 20 juni 1867. Den 21 juni 1929 kom elden lös igen och träbyggnaden försvann på några timmar. Elden hade börjat i köksregionen och spred sig mycket snabbt. Alla människor som fanns i byggnaden kunde rädda sig, men några brandmän hade fått lättare skador. På Skansen var man ett tag orolig att elden kunde sprida sig till bergbanans maskinrum som fanns bredvid. Hur branden började kunde inte klarläggas.
Den stora branden på Södermalm (1906).
"Den stora branden på Södermalm" kallas branden på Torkel Knutssonsgatan som ägde rum den 10 juli 1906 i kvarteren kring Torkel Knutssonsgatan på Södermalm. Som mest var brandmän från Marias, Johannes, Katarinas och Rådstugans stationer involverade i släckningsarbetena. Maria brandstation låg i samma kvarter där branden härjade och kunde snabbt ingripa. Fem byggnader drabbades av branden; ett 40-tal familjer blev hemlösa. Ingen person omkom men befäl och manskap fick "mindre skador", som det hette i veckorapporten. Dagen därpå besökte kung Oscar II brandplatsen och därefter Johannes brandstation där han tackade befäl och manskap "för utfört livsfarligt arbete".
Branden på Tattersall (1913).
Den 18 mars 1913 utbröt en våldsam eldsvåda på Tattersall vid Grev Turegatan 12–16. Här hade Nordiska Kompaniet en filial med verkstäder, magasin och butiksutställning för varuhusets möbel- och sängklädesavdelning. Själva varuhuset låg då fortfarande i KM Lundbergs byggnad vid Stureplan 3. Branden utbröt i en av varuhusets tapetserarverkstäder. Elden spred sig snabb i den komplicerade byggnaden. Det stormade dessutom vilket försvårade släckningen. Brandförsvarets nya motorspruta (Stockholms första) kom till insats och den nyanskaffade Sjöångsprutan Phoenix beordrades till Nybroviken för att pumpa släckvatten till brandplatsen. Trots omfattande insatser från flera brandkårer dröjde det cirka sex timmar att få elden under kontroll. Hela NK:s möbellager och utställning brann upp, gårdsbyggnaderna med ridanläggningen totalförstördes och gatubyggnadens vindsvåning likaså. Branden på Tattersall kom att omtalas som den mest dramatiska i Stockholm på decennier.
Branden på Herkulesgatan 11 (1929)
Den 25 juni 1929 drabbades bebyggelsen i hörnet Drottninggatan 18–20 och Herkulesgatan 11–13 av en omfattande brand vilken betecknades som den värsta på 50 år. Branden började i källarvåningen av det nybyggda industrihuset vid Herkulesgatan 11 och spred sig via schakt uppåt i byggnaden. Därifrån sökte sig elden genom öppningar i brandmuren även till angränsande fastigheten i väster. Det fanns mängder av lättantändligt material vilka alstrade höga temperaturer och giftiga rökgaser som satte ett stort antal brandmän ur spelet. 15 brandmän blev skadade av bland annat rökförgiftning.
Först efter 20 timmar var branden under kontroll. Det följde flera dagar med eftersläckning och uppröjning. Eldsvådan blev omtalat och uppmärksammat i pressen och betecknades som den värsta på 50 år. Experter var förbryllade över hur ett hus i modern stålbetongkonstruktion kunde brandskadas så svårt att det måste rivas. Utöver förlusten av byggnaden uppskattades skadan för förstörda varor till fyra miljoner kronor. En tillsatt undersökning kom fram till konstruktionsfel eftersom vissa bärande stålkonstruktioner inte var brandskyddade och gav vika i hettan.
Elektrolux (1936)
Branden ägde rum den 4 juli 1936 i Elektrolux fabrik på Lilla Essingen. Den betecknades på sin tid, vad skadorna beträffade, som en av Sveriges största industribränder. 45 man från sex brandstationer deltog i släckningsarbetena. På grund av pågående byggnadsarbeten och uppgrävda vägar inom fabriksområdet fördröjdes insatsen. Fabrikens egna brandposter gav inget vatten eftersom strömmen till det interna pumpsystemet var avstängd på grund av byggarbeten. Branden bekämpades därför med vatten från externa brandposter i bostadsområdet ovanför fabriken och från Mälaren med sjömotorsprutorna Phoenix och S:t Erik. En polisutredning kunde inte fastställa brandorsaken. Ingen människa kom till skada men värden för omkring tre miljoner kronor förstördes. Fabriken var återuppbyggd efter två år.
Mjölkcentralen (1937)
En av de värsta bränder som Stockholms brandförsvar upplevde sedan det bildades 1875 var branden 1937 i Mjölkcentralen vid Torsgatan. Branden utbröt den 8 februari 1937 i samband med svetsarbeten på vinden ovanför den fjärde våningen. Till en början försökte man att släcka elden själv, men misslyckades. Brandkåren larmades och snart var kårer från flera brandstationer på platsen. 
Manskapet hade inte bara att kämpa mot elden utan även med svåra omständigheter som kraftig isbildning genom frysande släckvatten (det var 10 minusgrader denna februaridag) och ett paraffinlager på 3 500 kg som började smälta och brinna och försvårade branden avsevärt. Två brandsoldater blev avskurna av eldsvådan. Den ene hängde utanför ett fönster och föll och dog senare av sina skador; den andre kunde räddas i sista stund. Några acetylengastuber exploderade varvid en brandman skadades. Trapphuset hotade att störta samman och befälet fick dra tillbaka sitt manskap. Till slut var samtliga av Stockholms brandmän engagerade i brandsläckningen och alla lediga brandmän kallades till tjänstgöring. Totalt fanns 70 personer på platsen inklusive chefer, brandmästare, brandmän och elever från befälsskolan. Först efter sju timmar ansågs elden vara under kontroll. Skadan gick på över en miljon kronor. Stockholmarnas mjölkförsörjning hotades dock aldrig.
Essinge Ångtvätt (1963).
Måndagen den 1 april 1963 upptäcktes branden i Essinge Ångtvätts huvudbyggnad. Det brann i den så kallade smutsexpeditionen och 18:50 larmades brandkåren. Elden spred sig snabbt i träbyggnaden. Som mest bekämpades branden av personal med åtta brandbilar från tre brandstationer. Det fanns även risk för explosioner av kemikalier. När det brann som mest nådde lågorna upp i höjd med den höga fabriksskorstenen och syntes vida omkring. Efter en dryg timme var elden under kontroll, men då hade nästan hela huvudbyggnaden gått upp i rök. Flera familjer blev bostadslösa eftersom några personalbostäder inrymdes i huvudbyggnaden. Materialskadorna blev omfattande och värdet av förstörda byggnader och maskiner samt mängder med brandskadat tvättgods uppskattades till två miljoner kronor, vilket motsvarade försäkringssumman. Branden blev ändå dödsstöten för Essinge Ångtvätt som tvingades lägga ner sin drygt 50-åriga verksamhet på Stora Essingen.
Ikea Kungens kurva (1970).
Den 5 september 1970 brann Ikeas möbelhus vid Kungens kurva. Brandorsaken var en kortslutning i Ikeas stora reklamskylt. Brandrean några veckor efter branden fick cirka 8 000 människor att köa för att köpa de kraftig prissänkta varorna. Några hade övernattat i tält. Köerna på motorvägen var halvmilslånga och möbellagret tömdes snabbt. I mars 1971 öppnade Ikea igen. Trygg-Hansa utbetalade en ersättning av 23 miljoner kronor – den dittills största försäkringsskadan i Sverige.
Sturebadet (1985).
Mitt under en pågående ombyggnad till affärs- och kontorslokaler samt Sturegallerian eldhärjades Sturebadet den 30 maj 1985. Sturebadets simhall förstördes till stora delar och en badepok riskerade att gå i graven. Dåvarande ägarna bestämde sig dock för att bygga upp badet igen. Några ritningar fanns inte att tillgå, men man hade fotografier från när badet var nytt och Stockholms Badhus hade gjort en fotodokumentation av badet bara några veckor före branden. Den stora simhallen rekonstrueras på sin ursprungliga plats. Det var första gången i Sverige som en så omfattande och noggrann rekonstruktion utfördes. För rekonstruktionen av simhallen svarade bland andra arkitektkontoret Malmquist & Skoogh.
Katarina kyrka (1990).
Natten den 17 maj 1990 brann Katarina kyrka för andra gången. Kyrktornet störtade samman och gick genom kyrkvalvet. Kvar fanns i stort sett bara kyrkans ytterväggar, men man lyckades rädda värdefulla textilier och kyrksilvret. En utredning om brandorsaken kunde inte komma fram till hur branden började. Kyrkan byggdes upp igen och det stod helt klart att inga moderna byggmaterial skulle användas. Som arkitekt för återuppbyggnaden och rekonstruktionen utsågs slottsarkitekt Ove Hidemark. År 1995 kunde kyrkan återinvigas av biskop Henrik Svenungsson.
John Wall (1990)
Ytterligare en uppmärksammad eldsvåda drabbade Stockholm år 1990. Den 27 september 1990 utbröt en storbrand i järnhandeln John Walls lokaler i fastigheten Adam och Eva 17 (Slöjdgatan 9). Branden varade i fyra dagar och krävde insatser från sex brandstationer med omkring 70 brandmän. Elden förstörde den anrika järnhandeln och en stor del av bebyggelsen av fastigheten. Där byggdes sedan en ny butiksgalleria. I november 1992 invigdes den under namnet Adam & Eva Galleria. Vid en analys av brandförloppet framkom det att lättantändligt material stått i förbindelse med sprickor eller genomföringar. Brandspridningen hade skett i utrymmen som ej varit besiktningsbara eller ens möjliga att upptäcka.

## Bränder på 2000-talet
Katarina västra vårdgymnasiums gymnastikhall (2003).
Natten mellan 8 och 9 juli 2003 eldhärjades Katarina västra vårdgymnasiums gymnastikhall. Enbart ytterväggarna kvarstod efter branden och intredningen totalförstördes. När räddningstjänsten kom till platsen var gymnastiksalen helt övertänd trots att de första bilarna var där cirka två minuter efter det första larmet. Släckningsarbetena inriktades tidigt mot att förhindra att branden skulle sprida sig, vilket lyckades. Man sökte även begränsa branden med hjälp av rökdykare, men dessa drogs snabbt tillbaka på grund av det häftiga brandförloppet och risk att innertaket skulle rasa ner. Som mest bekämpade cirka 50 brandmän från flera brandstationer eldsvådan. Orsaken till branden var okänd; den var troligen anlagd.
Stockholms rådhus (2008).
Vid tvåtiden på natten den 5 juni 2008 utbröt en brand på tredje våningen i Rådhusets västra flygel. Den bekämpades som mest av ett 70-tal brandmän. Efter cirka tre timmar var branden under kontroll. Branden i Rådhuset blev dramatisk och när räddningstjänsten nådde fram till byggnaden var det en fullt utvecklad eldsvåda; fem till tio meter höga lågor slog ut ur fönstren. Brandkåren bedömde att hela den tredje våningen i den södra flygeln totalförstörts av branden. Eftersom byggnadsarbeten pågick var huset utrymt; verksamheten berördes därför inte och inga människor kom till skada. Branden i Rådhuset påverkade inte heller renoveringsarbetenas färdigställande; den 1 september 2009 kunde Stockholms tingsrätt flytta tillbaka som planerat.
Arkitekturskolans byggnad (2011).
På morgonen den 4 maj 2011 utbröt en stor brand i Arkitekturskolans byggnad på Östermalm. Det rörde sig om en av de största bränderna i Stockholm på många år. Branden var svårsläckt på grund av de stora utrymmen och att det saknades naturliga brandväggar. Även plåtbeklädnaden på väggar och tak gjorde det svårare att släcka. Räddningstjänsten lyckades förhindra att branden spred sig till byggnadens högdel, som är intakt. Däremot är det möjligt att byggnadens lågdel behöver rivas. Om den skall återställas till ursprungligt skick eller ges en ny form är för närvarande ovisst och i december 2014 var brandplatsen städad och delvis skyddad av ett provisoriskt tak, men den skadade husdelen inte återuppbyggd.
Kungliga Konsthögskolan (2016).
Onsdagen den 21 september 2016 utbröt en kraftig brand på Kungliga Konsthögskolans lokaler på Skeppsholmen i Stockholm. Branden startade på våningsplan fyra och spred sig snabbt till vinden – som mest jobbade ett 50-tal brandmän med släckningsarbetet och först under torsdagseftermiddagen var branden under kontroll. På grund av att det är ett 1700-talshus, tillbyggt i omgångar, är det en konstruktion som är väldigt svår med många dolda utrymmen. "Det är en helt annan standard än det som finns i dag så det är en utmaning för oss", sa räddningsledaren till Sveriges radio.
Vildmannen 7 (2017).
Den kulturhistoriskt värdefulla fastigheten Vildmannen 7 i hörnet Biblioteksgatan 9 / Jakobsbergsgatan 6 på Norrmalm skadades svårt i en uppmärksammad storbrand den 7 november 2017. Som mest hade räddningstjänsten omkring 80 personer från minst sex brandstationer på plats. Polisen inledde en förundersökning om misstänkt mordbrand. Huset totalförstördes men fasaderna räddades. Bakom fasaderna kommer en ny byggnad att uppföras som beräknas stå färdig omkring år 2021.
Hornsbergsdepån (2018)
Den 26 november 2018 utbröt en brand i takkonstruktionen på Hornsbergsdepån på Kungsholmen. Södra hallen blev totalförstörd och kontorsdelen fick skador, medan den norra hallen i stort sett var oskadad. Larmet om branden inkom till SOS Alarm den 26 november 2018 kl 10:33. De flesta bussar var ute i trafik och kvarvarande kunde forslas undan. Totalt berördes 136 bussar. Branden var svårsläckt och det fanns spridningsrisk. Det tog över ett dygn att få den under kontroll. Som mest arbetade Stockholms brandförsvar med 30 personer.

### Bilder, bränder på 2000-talet

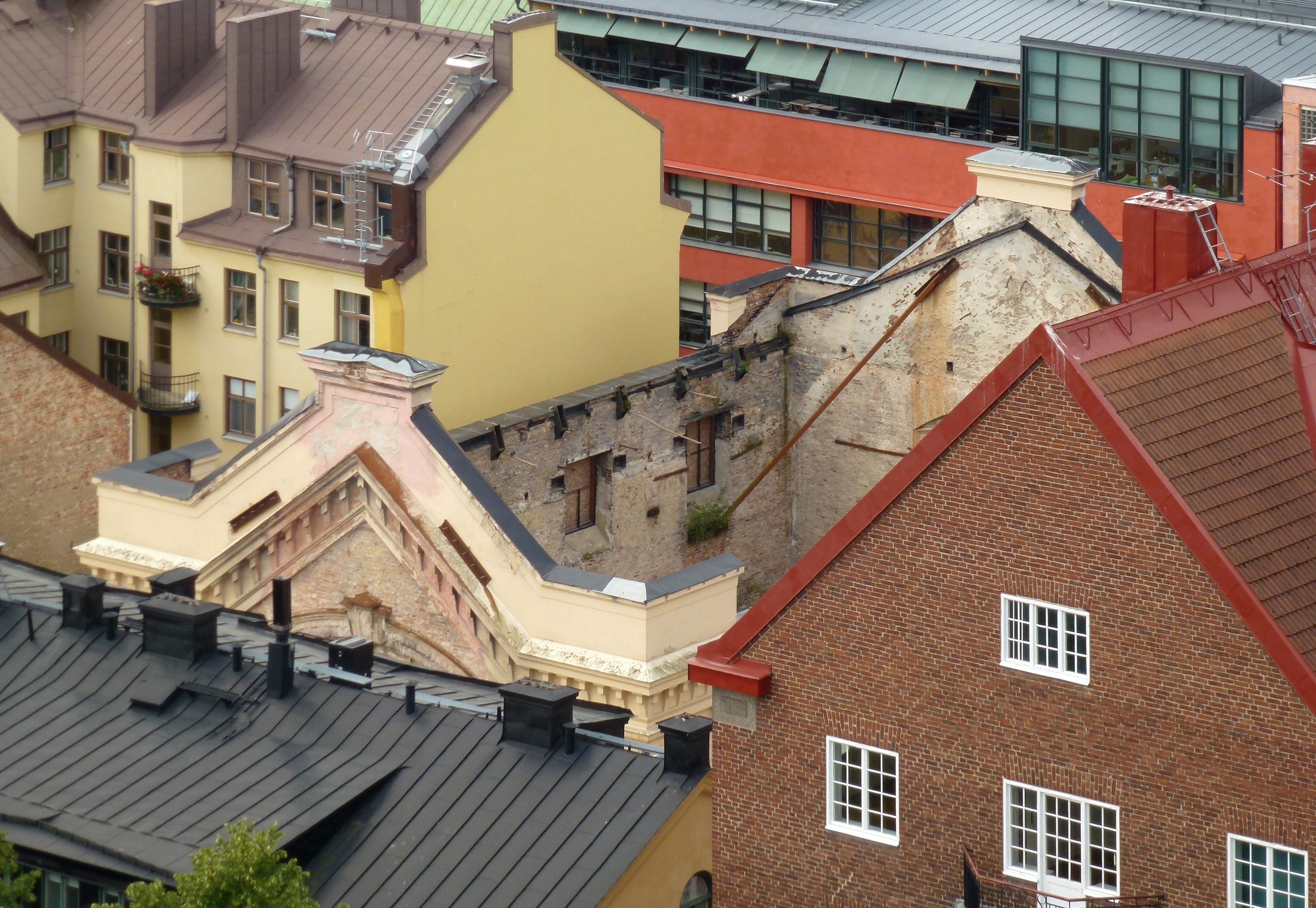
Katarina västra skolas utbrända gymnastiksal, augusti 2012.
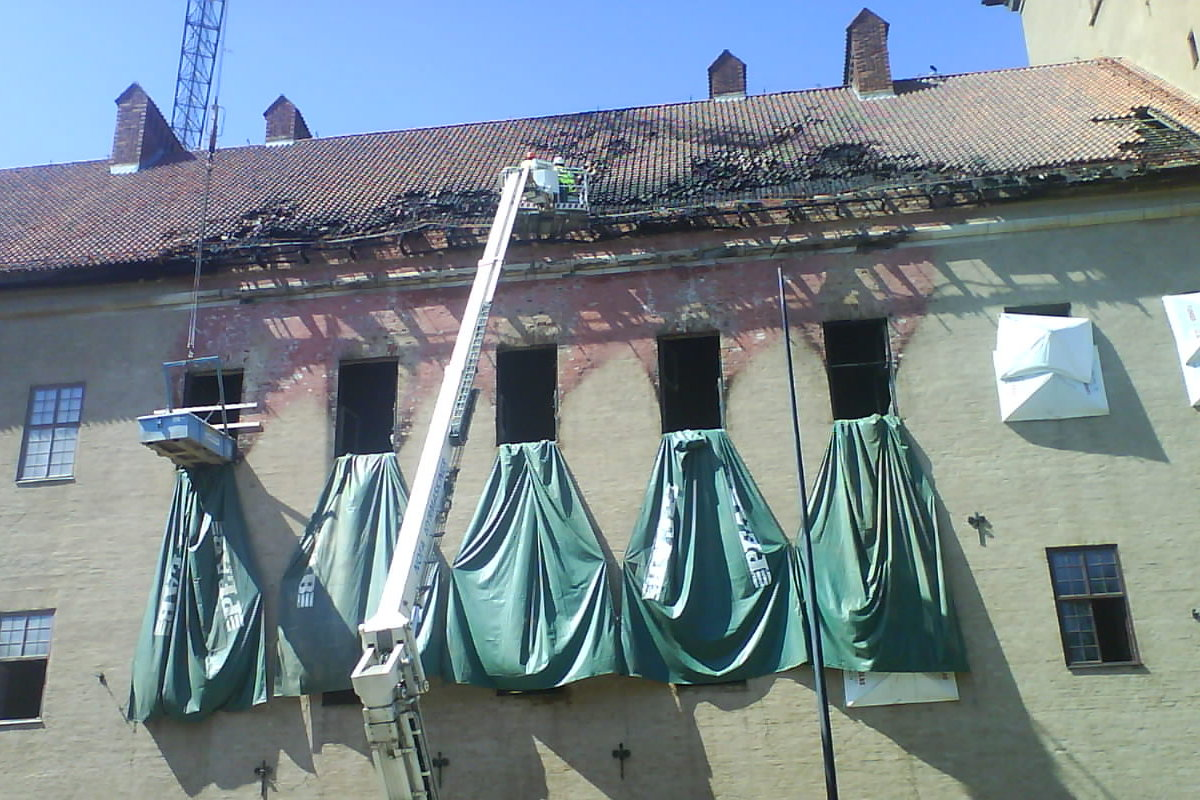
Branden i Stockholms rådhus, juni 2008.
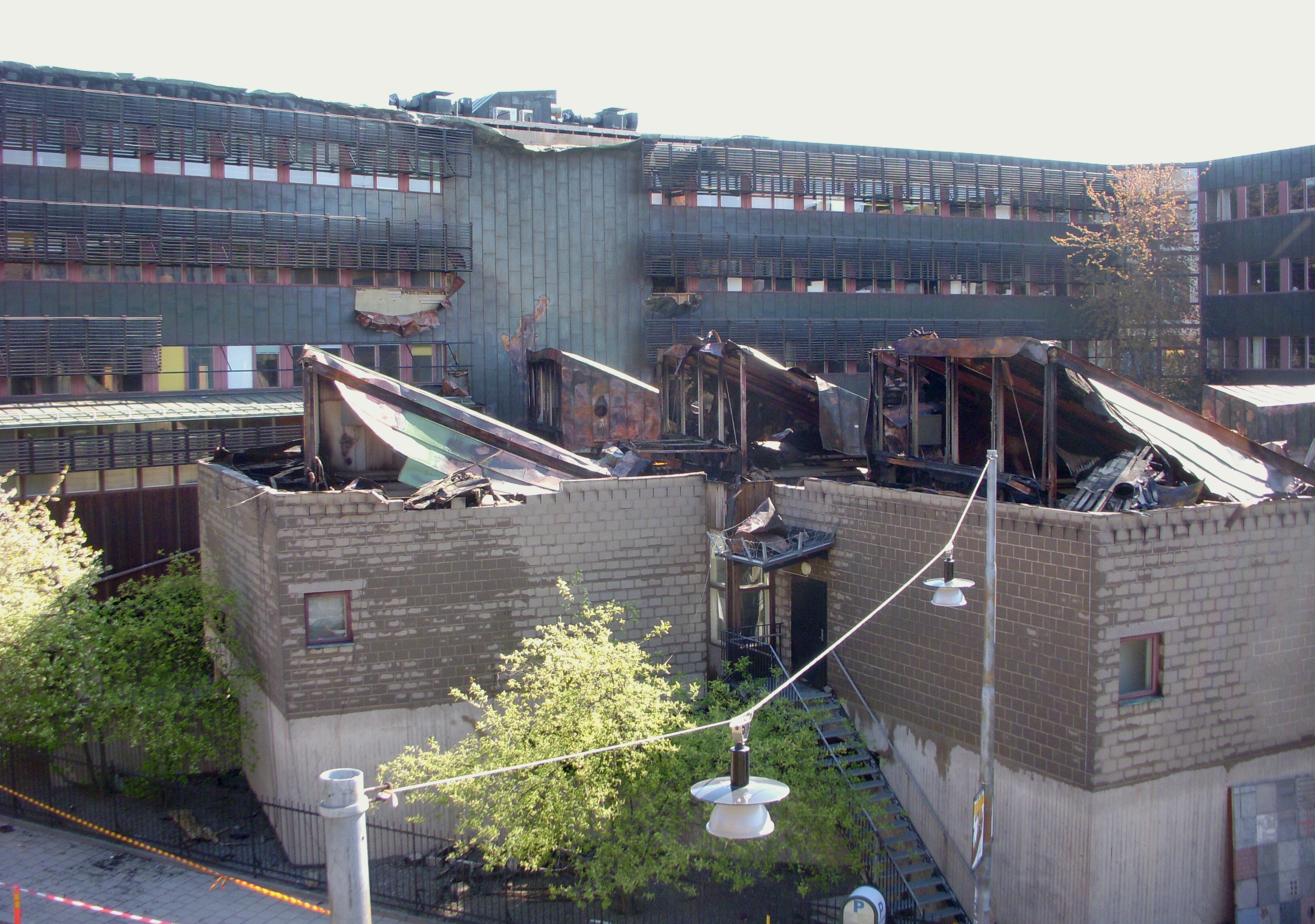
Branden i Arkitekturskolans byggnad, Östermalmsgatan, maj 2011.
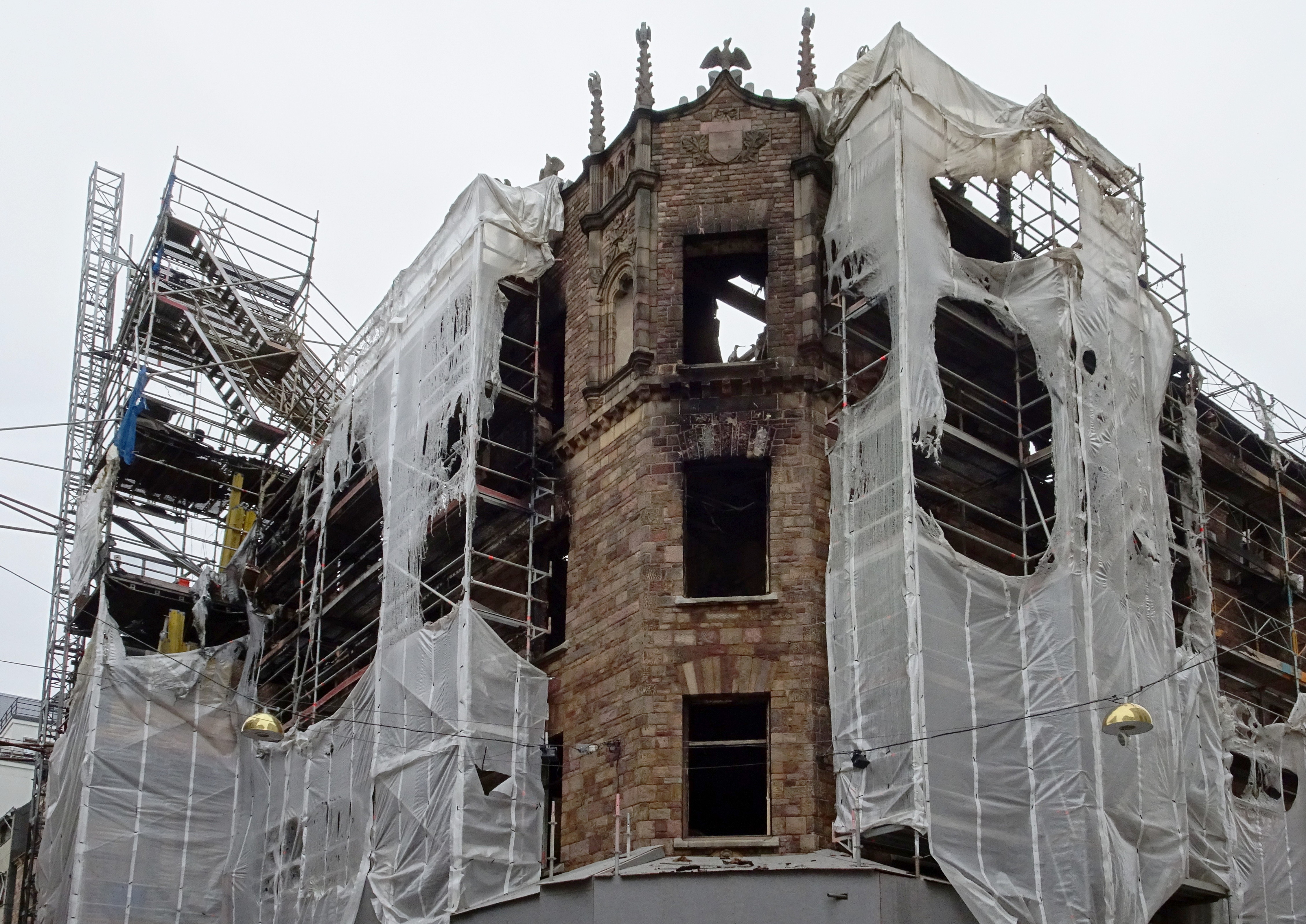
Branden på Vildmannen 7, november 2017.
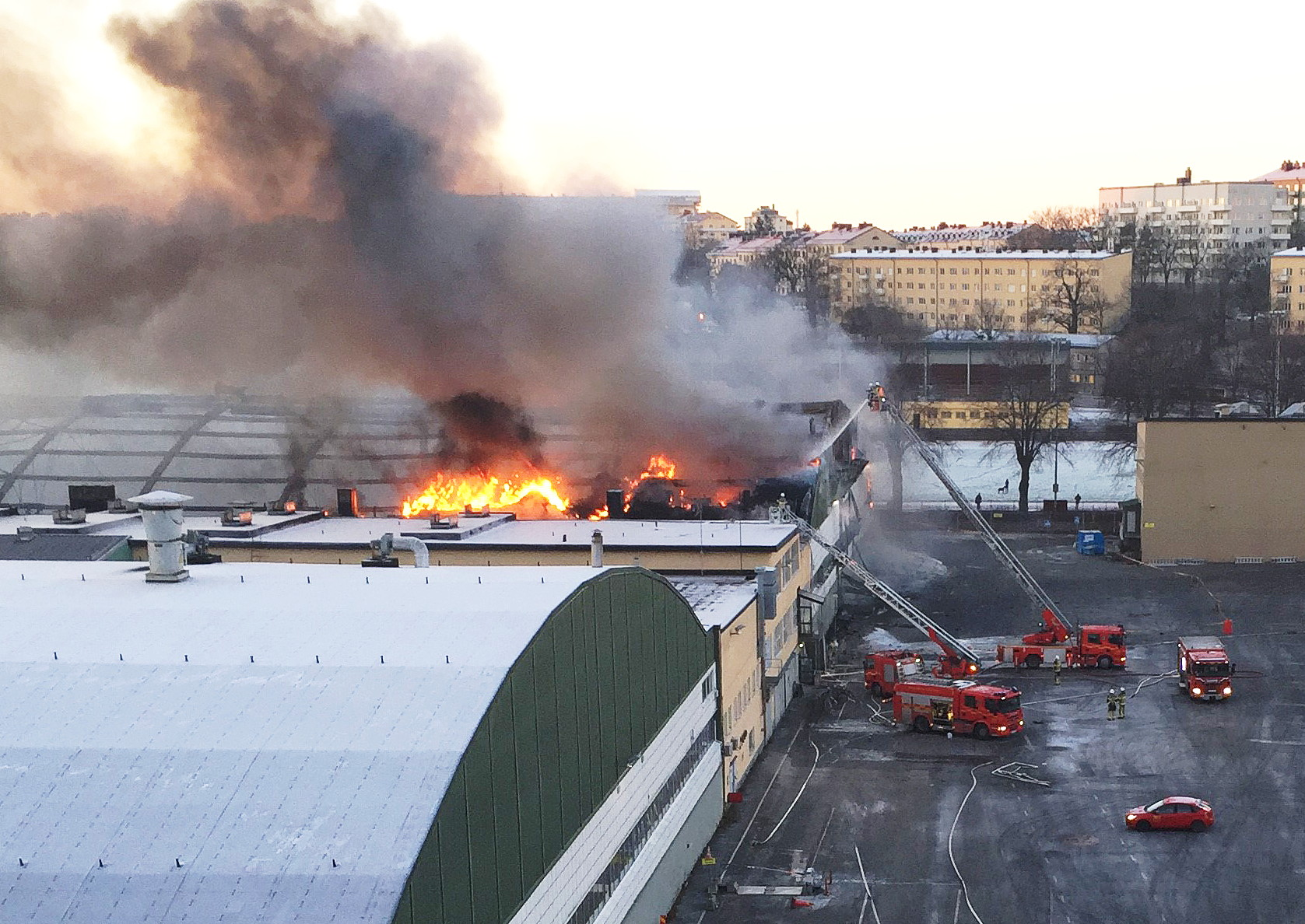
Branden på Hornsbergsdepån, november 2018.